# Caroline Quine
 (juin 2021).
Caroline Quine (nom original : Carolyn Keene) est le nom de plume d'au moins une douzaine d'auteurs sous lequel sont publiées les séries policières américaines pour la jeunesse : Alice (nom original : Nancy Drew) et Une enquête des sœurs Parker (titre original : The Dana Girls). 
En France, ces deux séries ont paru chez Hachette dans les collections Bibliothèque verte et Idéal-Bibliothèque. Depuis 2011, la série Alice est publiée dans la Bibliothèque rose ; la série Une enquête des sœurs Parker n'est, quant à elle, plus rééditée depuis 1987.

## Origine
Edward Stratemeyer (1862-1930), patron de la société Stratemeyer Syndicate, embauchait des écrivains pour rédiger des romans sur demande. Il leur fournissait les grandes lignes de l'intrigue principale puis vendait les romans finis à des maisons d'édition. En cela, Edward Stratemeyer était pionnier. 
Les rédacteurs n'étaient au départ payés que 125 dollars par livre, et un contrat les obligeait à renoncer à tous droits sur leur travail et à garder secrètes leur collaboration et leur identité. 

## Les véritables auteurs de la sérieAlice

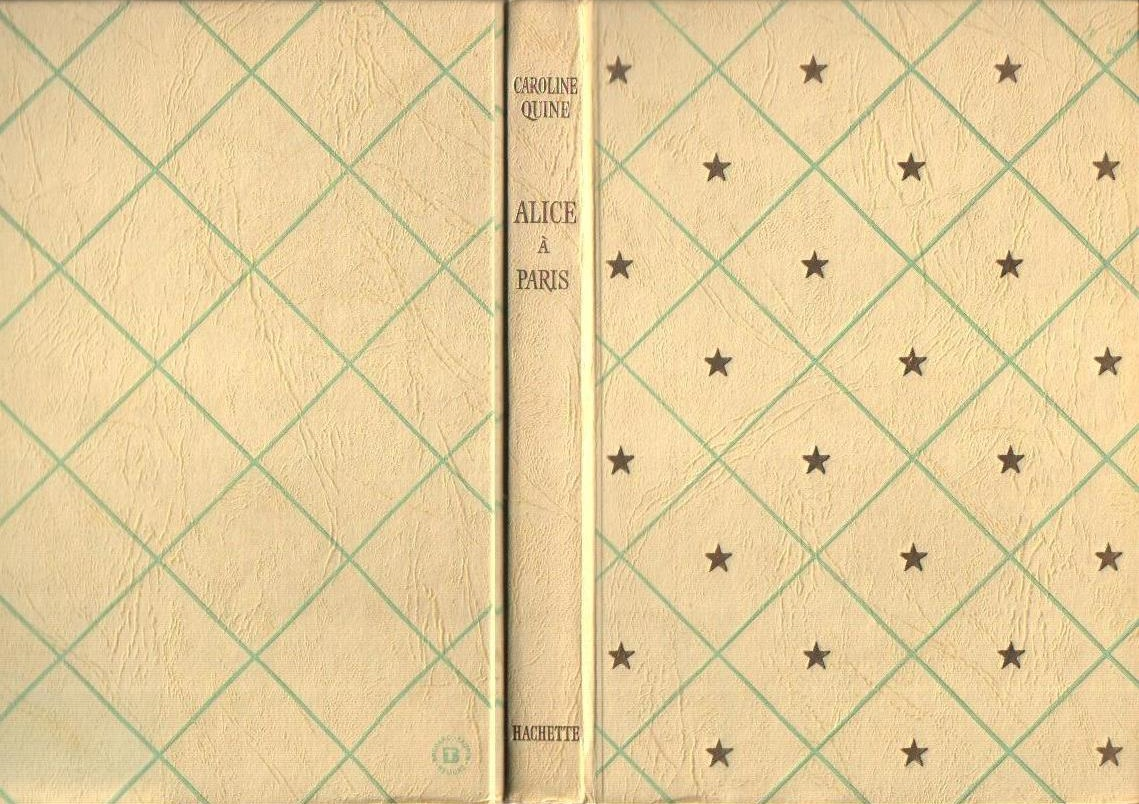
Volume sans jaquette de Alice à Paris dans la collection « Idéal-Bibliothèque » aux éditions Hachette.

En 1980, à la suite d'un procès opposant le Stratemeyer Syndicate aux éditions Grosset & Dunlap, et grâce à la pression de millions de fans qui cherchaient depuis des dizaines d’années à percer « le mystère Carolyn Keene », le Stratemeyer Syndicate finit par céder. Il révèle alors au public la véritable identité des auteurs de la série Alice. Il y a d'abord eu Mildred Wirt Benson : À partir de 1930, à l'âge de 25 ans, elle écrit les 28 premiers titres de la série. Puis Harriet Adams, la propre fille d'Edward Stratemeyer, prend la relève en apportant une touche de modernité et en réécrivant certains titres anterieurs, malgré la désapprobation de Mildred. Depuis la mort de Harriet Adams en 1981, de nombreux autres auteurs ont pris part à l'écriture de la série Nancy Drew, parmi lesquels : James Duncan Lawrence, Nancy Axelrod, Priscilla Doll, Charles Strong, Alma Sasse, Wilhelmina Rankin, George Waller Jr., Margaret Scherf, et Susan Wittig Albert.

## Les véritables auteurs d'Une enquête des sœurs Parker
Leslie McFarlane (1902-1977) a écrit les quatre premiers volumes des Sœurs Parker en 1934 et 1935. L'écriture en a été, par la suite, reprise par Mildred Wirt Benson (onze titres) et Harriet Adams. Une enquête des sœurs Parker est une version féminisée de la série à succès pour garçons Les Frères Hardy (nom original : The Hardy Boys), série américaine publiée en France dans la collection Lecture et Loisir des éditions Librairie Charpentier.

## Autres romans
Sous le nom d’auteur de Caroline Quine (mais sous-titré Frances K. Judd), ont également paru en France trois des dix-huit volumes de la série Vicky Tracey (Kay Tracey (en) en vo) dans la collection Bibliothèque verte :
- 1984 : Le Mystère du gant à six doigts (The Six fingered glove mystery, 1936)
- 1984 : La Double Méprise (The Double Disguise, 1941)
- 1984 : Vicky entre dans la danse (The Mysterious Neighbors, 1942)